# قصر البابوات
قصر البابوات (بالقسطانيّة: lo Palais dei Papas) هو قصر تاريخي في أفينيون، في جنوب فرنسا، ويعد واحد من أكبر وأهم المباني القوطية في القرون الوسطى في أوروبا. كانت القلعة والقصر، مقر إقامة البابا ومقر المسيحية الغربية خلال القرن الرابع عشر. عقدت ستة مجامع بابوية في القصر، مما أدى إلى انتخاب كل من البابوات بنديكت الثاني عشر عام 1334، وكليمنت السادس في 1342، وإينوسنت السادس في 1352، وأوربان الخامس في 1362، وغريغوري الحادي عشر في 1370 وأنتيبوب بنديكت الثالث عشر في عام 1394.
يتكون القصر من مبنيين: القصر القديم الذي بني في عصر البابا بنديكت الثاني عشر المبني على صخرة منيعة من دي-دوم، والقصر الجديد الذي بني في عصر كليمنت السادس. رمزية القصر ليست فقط أنها أكبر مبنى على الطراز القوطي في العصور الوسطى، بل وأنها واحدة من أفضل الأمثلة على الطراز المعماري القوطي الدولي. عمل على تصميم البناء اثنين من أفضل المهندسين المعماريين في فرنسا، بيير وجان دو اللوفر في حين أن الزخرفة الفخمة كانت من أعمال اثنين من أفضل الطلاب من مدرسة سيينا في إيطاليا؛ وهما كل من سيموني مارتيني وماتيو جيوفانيتي.
وبالإضافة إلى ذلك، يحوي القصر المكتبة البابوية (التي كانت تعتبر أكبر مكاتب في أوروبا في ذلك الوقت مع أكثر من 2,000 مجلد)، وجذبت المكتبة مجموعة متحمسة من رجال الدين من أجل دراسة الآداب، من بينهم كان فرانشيسكو بتراركا. وفي الوقت نفسه، جذب البلاط البابوي الملحنين والمغنين والموسيقيين في كنيسة القصر الكبرى.
نظرًا لحجم القصر الهائل، كان البلاط أيضًا المكان الذي انطلقت فيه التنظيم العام للكنيسة للتغيير. حيث سهلت مركزية الخدمات والتكيف عمليات التغيير لكي يتلاءم مع احتياجات البابوية، وخلق إدارة مركزية للكنيسة. وقد فاقت قوة الكوريا (إدارة الكنيسة)، 200 شخص في نهاية القرن الثالث عشر، وحوالي 300 شخص في بداية القرن الرابع عشر، وتمت إضافة 500 شخص في عام 1316. وقد وصل العاملين داخل القصر والبلاد البابوي إلى حوالي 1,000 شخص.
أبرز المحاولات الإصلاحية صدور المدونة القانونية أو دستور الخاص بالولايات البابوية (باللاتينية: Sanctæ Constitutiones Matris Ecclesiæ) عام 1357، وظل العمل بهذا الدستور ساريًا حتى استبداله العام 1816. وبالتالي تكون الفاتيكان من أوائل دول العالم التي وضعت دستور منظم لحياتها السياسية والاجتماعية.
حاول بعض بابوات أفنيغون العودة إلى روما، منهم البابا أوربان الخامس عام 1367 لكن عملية إعادة الوحدة لم تكن قد نضجت بعد، فاضطر البابا إلى العودة إلى فرنسا عام 1370 واستقر مجددًا في أفنيغون التي كانت قد أعلنت جزءًا من الولايات البابوية، وقد ظلت تابعة لها حتى بعد عودة البابا إلى روما، ولم تعد لحكم الدولة الفرنسية إلا في أعقاب الثورة الفرنسية عام 1789.
في القرون التالية، فقد القصر البابوي مجده السابق، وقد احتفظ القصر مع ذلك، إلى إرث تحدث عنه الشعراء والكتاب الفرنسيين إلى مدى قرون، مع شعور قوي للجمال، والبساطة، والعظمة والخلود.
منذ عام 1995، تم تصنيف قصر البابوات، جنبًا إلى جنب مع المركز التاريخي لأفينيون، كموقع للتراث العالمي لليونسكو، وفقًا للمعايير الثقافية الأول والثاني والرابع.

## معرض الصور

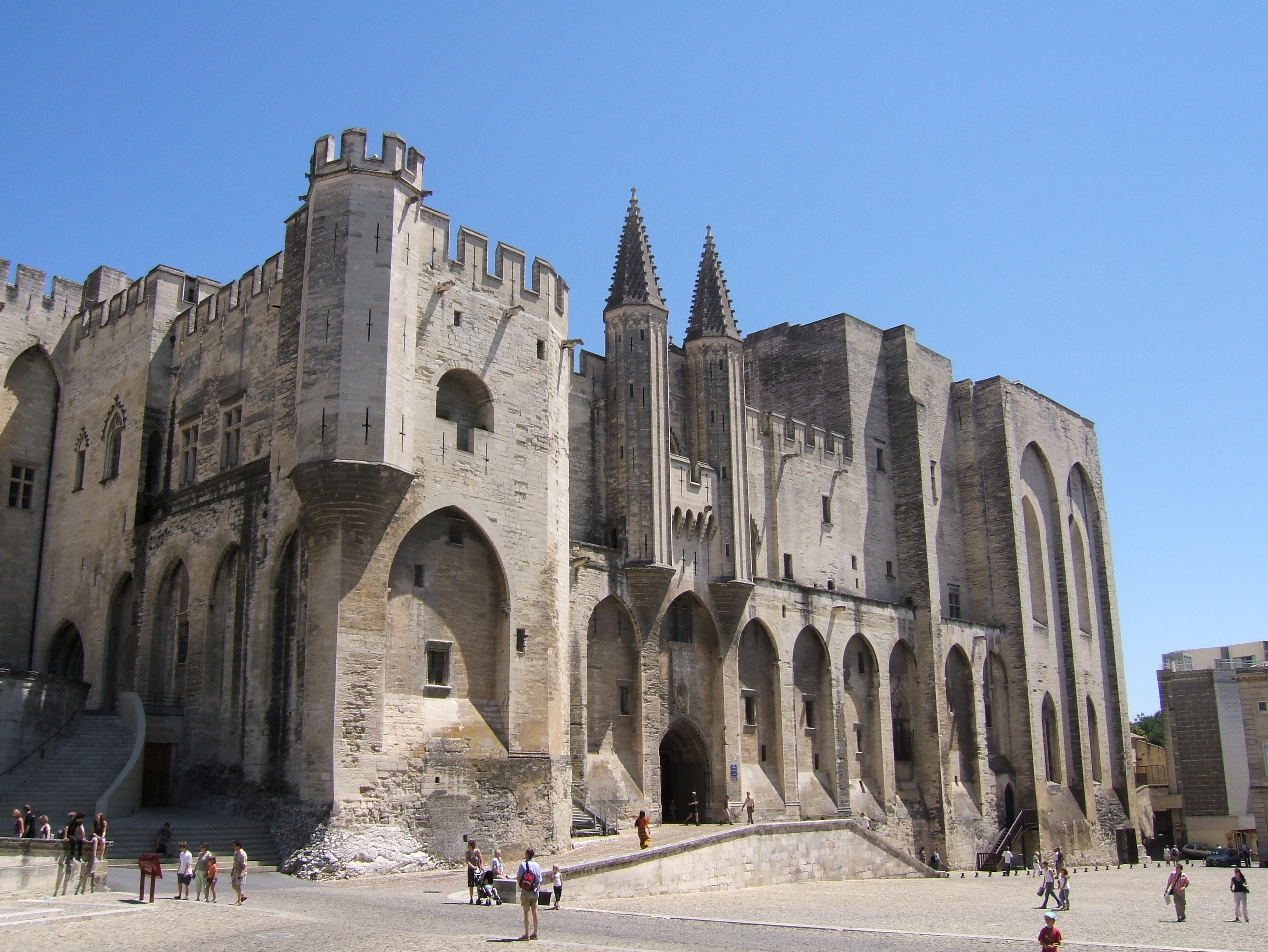
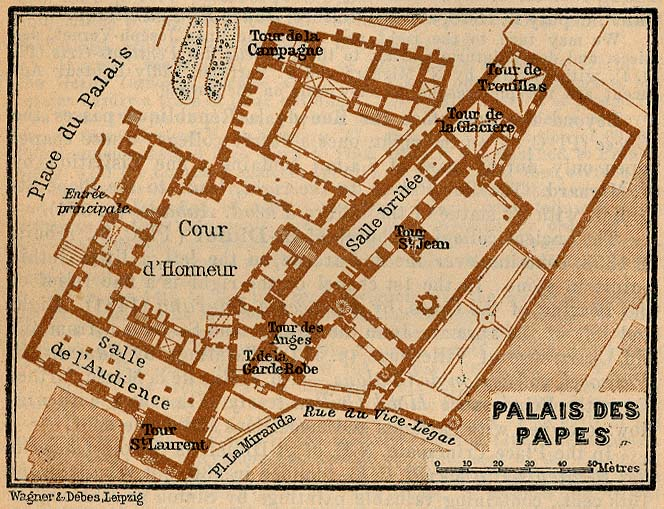
مخطط القصر.

## مواقع خارجية
- Official website (بالإنجليزية)
- The Popes Palace, visit and report
- Visit the Pope's Palace and Avignon